# Mondingssnelheid
De mondingssnelheid is de snelheid die een afgeschoten projectiel (kogel, granaat, blaaspijltje) heeft op het moment van het verlaten van de loop, dus als de aandrijving ophoudt te werken. De verdere  (ballistische) baan wordt dan door externe factoren bepaald: zwaartekracht, luchtweerstand, windsnelheid, corioliseffect. 
Hoe hoger de mondingssnelheid, hoe meer kinetische energie het projectiel heeft en dus hoe verder het kan vliegen, hoe meer energie het op het doel kan overbrengen en hoe minder gevoelig het zal zijn voor verstoringen van de baan. De formule voor de kinetische energie is {\displaystyle E={\tfrac {1}{2}}mv^{2}}, waarbij {\displaystyle m} staat voor de massa van het projectiel in kilogrammen en {\displaystyle v} voor de snelheid in meters per seconde.
Bij boogschieten, waarbij geen sprake is van een monding, geeft men vaak de pijlsnelheid op bij het verlaten van de pees.
De in sportkringen veel gebruikte term "mondingssnelheid" is een anglicisme (muzzle velocity); in militaire kringen gebruikt men meestal het germanisme "aanvangssnelheid" (Anfangsgeschwindigkeit), afkorting:V0 (wiskundig: {\displaystyle v_{0}}). In de natuurkunde is "beginsnelheid" de gebruikelijke naam.